# Doré
Doré (anglicky Doré Lake) je jezero v Saskatchewanu, v Kanadě. Doré je frankokanadský termín pro okounovitou rybu, druh candáta Sander vitreus (anglicky walleye).
U jezera leží sídlo Dore Lake.